# Папалекси, Николай Дмитриевич
Никола́й Дми́триевич Папале́кси (1880—1947) — российский и советский физик, академик АН СССР, основоположник советской радиоастрономии.

## Биография
Николай Папалекси родился в Симферополе 20 ноября (2 декабря) 1880 год.
В 1904 году окончил Страсбургский университет (доктор физико-математических наук Страсбургского университета), затем там и работал: до 1914 года — ассистентом у Карла Брауна, позже приват-доцентом. В Страсбурге Николай Дмитриевич познакомился с Л. И. Мандельштамом, ставшим ему научным соратником и другом. С 1914 года — консультант Русского общества беспроволочных телеграфов и телефонов (РОБТиТ), где до 1916 года провёл работы по направленной радиотелеграфии, опыты по радиосвязи с подводными лодками и телеуправлению, руководил разработкой первых образцов отечественных радиоламп.
Участвовал в основании, а затем и работал в Одесском политехническом институте (1918—1922 гг.), где с 1922 года был профессором, был консультантом в тресте «Электросвязь». Затем работал в Центральной радиолаборатории в Ленинграде (позднее Электрофизический институт), где в 1923—1935 годах совместно Л. И. Мандельштамом руководил научным отделом: ими тогда были проведены основополагающие работы по нелинейным и параметрическим колебаниям; изучены и открыты резонанс n-го рода, комбинационные и параметрические резонансы, разработан метод параметрического возбуждения электрических колебаний, также при помощи предложенного ими интерференционного метода они детально исследовали распространение радиоволн над земной поверхностью и осуществили точное измерение их скорости. Работая в то время в Ленинграде был профессором Ленинградского политехнического института.
Затем работал в Физическом институте им. П. Н. Лебедева АН СССР (с 1935 года руководитель отдела колебаний) и с 1938 года в Энергетическом институте АН СССР в Москве. С 1944 года являлся председателем Всесоюзного научного совета по радиофизике и радиотехнике при АН СССР. В разное время был также председателем Физического общества, президентом Физико-химического общества при Ленинградском университете, председателем Полярной комиссии по исследованию радиосвязи в Арктике.
Работа Николая Дмитриевича «Об измерении расстояния от Земли до Луны с помощью электромагнитных волн» (1946) считалась теоретическими основами радиолокационной астрономии в СССР.
Николай Дмитриевич Папалекси является автором научного открытия «Явление радиоизлучения солнечной короны», которое внесено в Государственный реестр научных открытий СССР под № 81 с приоритетом от 28 октября 1947 года в следующей формулировке:
«Экспериментально установлено неизвестное ранее явление, заключающееся в том, что источником излучаемых Солнцем радиоволн во внешнее пространство является солнечная корона, причём наиболее интенсивно излучающие области короны соответствуют оптически активным областям фотосферы Солнца».

Был женат на сотруднице Центральной радиолаборатории Кларе Эфроимовне Виллер (Виллер-Папалекси, 1895—1970).
Умер 3 февраля 1947 года в Москве. Похоронен в Москве, на Новодевичьем кладбище.

## Премии и награды
- Премия им. Д. И. Менделеева (1936) — за теоретические и прикладные работы по электрическим колебаниям и по распространению электромагнитных волн
- Сталинская премия I степени (10 апреля 1942) — за научные работы в области теории колебаний и распространения радиоволн: «Интерференционные методы исследования распространения радиоволн и их применение», опубликованную в 1941 году, и «Об одном варианте интерференционного метода исследования распространения радиоволн», опубликованную в конце 1940 года
- Орден Ленина (10 июня 1945)

## Память
В 1970 г. Международный астрономический союз присвоил имя Николая Дмитриевича Папалекси кратеру на обратной стороне Луны.